# Afro-Saoudiens
Les Afro-Saoudiens sont des citoyens saoudiens ayant des origines africaines subsahariennes. Les Afro-Saoudiens sont le plus grand groupe afro-arabe. Ils sont répartis dans tout le pays, mais se trouvent principalement dans les grandes villes d'Arabie saoudite. Comme les autres Saoudiens, les Afro-Saoudiens parlent arabe et adhèrent à l'islam. Ils descendent des migrants ou d'esclaves africains arrivée dans la Péninsule arabique il y a des siècles.

## Démographie
En 2021, leur population est de 3 500 000, soit 10 % de la population de l'Arabie saoudite.

## Discrimination
De nombreux militants Afro-saoudiens dénoncent la marginalisation économique des Afro-Saoudiens et se plaignent de connaître des discriminations à l'embauche et à l'accès à l'éducation 
.

## Afro-Saoudiens célèbres
- Majed Abdullah
- Tareg Hamedi
- Famille Hawsawi
- Mohammed al-Amoudi
- Fahad Al-Muwallad
- Mohamed Kanno
- Saud Khariri
- Rayyanah Barnawi